# 1画素カメラ
1画素カメラ（1がそかめら 英語: One Pixel Camera ）または単画素カメラ（英語: Single Pixel Camera）とは1個の受光素子で撮像するカメラ。

## 概要
1画素カメラという語彙自体は近年使用されるようになったが、概念は古くから存在した。
1920年代に開発されたニプコー円板で走査する機械式テレビカメラや気象衛星ひまわり1～5号で使用された初期の赤外線カメラのように二次元の撮像素子を製造する事が困難だった時期に機械的な走査機構が用いられた。サイドワインダーミサイルのような初期の赤外線誘導ミサイルの追尾装置や共焦点顕微鏡も一種の1画素カメラであるといえる。実用的な二次元撮像素子の入手が容易になってからは一部を除き、廃れたが、近年では従来とは原理の異なるデジタルミラーデバイス等を使用する圧縮センシング技術を適用して開発が進められる。

## 長所
- 画素のばらつきがない
- 撮像素子の製造技術が低くても製造できる。
- 撮像素子が低コスト

## 短所
- 動画の撮影が困難
- 機械的な走査機構が必要

## 文献
- Baraniuk, Richard G. "Compressive sensing (lecture notes)." IEEE signal processing magazine 24.4 (2007): 118-121.
- Duarte, Marco F., et al. "Single-pixel imaging via compressive sampling." IEEE signal processing magazine 25.2 (2008): 83-91.
- Heidari, Abdorreza, and Daryoosh Saeedkia. "A 2D camera design with a single-pixel detector." Infrared, Millimeter, and Terahertz Waves, 2009. IRMMW-THz 2009. 34th International Conference on. IEEE, 2009.
- Magalhães, Filipe, et al. "Active illumination single-pixel camera based on compressive sensing." Applied optics 50.4 (2011): 405-414.
- Chen, Tao, et al. "Imaging system of single pixel camera based on compressed sensing." Guangxue Jingmi Gongcheng(Optics and Precision Engineering) 20.11 (2012): 2523-2530.
- Noor, Imama, and Eddie L. Jacobs. "Adaptive compressive sensing algorithm for video acquisition using a single-pixel camera." Journal of Electronic Imaging 22.2 (2013): 021013-021013.
- 早崎芳夫, ファムドゥク クアン. "安定化モードロックフェムト秒レーザーにより生成されたラジオ波コムと単一画素カメラを用いた物体形状測定 (レーザー学会創立 40 周年記念)--(「イメージング技術の最近のトピックス」 特集号)." レーザー研究= The review of laser engineering: レーザー学会誌 41.12 (2013): 1017-1021.
- 苫米地大, et al. "圧縮センシングに基づく画像の自己相関性を利用したカラー画像の再構成." 電子情報通信学会論文誌 D 97.9 (2014): 1456-1458.
- 宵憲治, et al. "多数のセンサーによる時空間センシングデータの効率的な集約送信技術." マルチメディア, 分散協調とモバイルシンポジウム 2014 論文集 2014 (2014): 903-913.

## 特許
- アメリカ合衆国特許第 8,958,005号